# Dendrobates truncatus
Dendrobates truncatus är en groddjursart som först beskrevs av Cope 1861.  Dendrobates truncatus ingår i släktet Dendrobates och familjen pilgiftsgrodor. IUCN kategoriserar arten globalt som livskraftig. Inga underarter finns listade i Catalogue of Life. Det svenska trivialnamnet randig pilgiftsgroda förekommer för arten.